# Kourtney Kardashian
Kourtney Mary Kardashian (Los Angeles, Califòrnia, 18 d'abril de 1979) és una model, empresària i personatge de la televisió estatunidenca. És coneguda, principalment, per aparèixer en programes de telerrealitat com Keeping Up with the Kardashians, Kourtney and Khloe Take Miami, Kourtney and Khloe Take The Hamptons i Kourtney & Kim Take New York que ha protagonitzat al costat de les seves germanes Khloe i Kim i les seves mig germanes Kendall Jenner i Kylie Jenner.

## Primers anys
Kourtney Kardashian va néixer a Los Angeles i és la primera filla de l'advocat Robert Kardashian i Kris Jenner, és la germana gran de Kim, Khloé i Rob Kardashian, i mig-germana de Kendall i Kylie Jenner. Kourtney és la quarta generació armènia, per part del seu pare. Els seus besavis paterns van emigrar a Los Angeles just abans del genocidi, i la seva besàvia és turca d'origen armeni. La seva mare Kris és d'ascendència escocesa, anglesa, irlandesa i holandesa.
Robert Kardashian, més conegut per ser l'advocat del cas O. J. Simpson durant el seu judici per assassinat, va morir el 30 de setembre de 2003. La seva mare es va divoriciar de Robert Kardashian el 1989 i es va casar amb Atleta Olímpic Bruce Jenner (ara Caitlyn Jenner) el 1991.
Les Kardashian van assistir a l'escola catòlica romana de nenes Marymount. Després de la seva graduació, ella va deixar Califòrnia per mudar-se a Dallas on va assistir a la Southern Methodist University durant dos anys. Després es va mudar a Tucson, Arizona, i va assistir a la Universitat d'Arizona, graduant-se en arts escèniques i va realitzar un curs en espanyol. Entre els seus companys de classe estaven Nicole Richie i Luke Walton.
Kourtney té dues germanes menors, Kim i Khloé, un germà Rob Kardashian, dos mig-germanes Kendall Jenner i Kylie Jenner, una germanastra, Casey Jenner, i tres germanastres, Burt Jenner, Brandon Jenner i Brody Jenner.

## Vida personal
Kourtney va començar a ser coneguda el 2005 gràcies a un programa de telerealitat, Filthy Rich: Cattle Drive, on es acaptaven diners per caritat.
Kourtney i la seva mare van obrir boutiques de roba de nens, tant a l'àrea de Los Angeles com a Nova York, anomenades "Smooch", les quals porten la marca "Crib Rock Couture". Kourtney també és co-propietària i operadora de D-A-S-H, una boutique de roba a Los Angeles, Miami i New York (la qual va obrir a principis del 2005), amb les seves germanes Kim i Khloé. Ella i Khloe tenen el seu propi reality show, Kourtney and Kim Take Miami, que destaca la seva vida en una nova ciutat i la seva obertura de DASH a Miami.
Kourtney té un fill, Mason Dash Disick, el qual va néixer el 14 de desembre de 2009, fruit de la seva relació amb la seva parella Scott Disick.
Es va rumorejar en diverses revistes que Scott Disick estava enganyant a Kourtney, diverses vegades, però Disick va negar els rumors en una entrevista, quan Giuliana Rancic el va entrevistar a ell i a Kris Jenner al programa E! notícies. L'entrevista (que es va emetre el 19 de febrer de 2010) mostra que Disick (de broma) diu: "Sometimes my eyes wander to Kris Jenner, but that's OK,'cause it's family. (De vegades els meus ulls es perden en Kris Jenner, però està bé, perquè és família)". Kourtney va confirmar al novembre de 2011 que tindria un segon fill amb Scott Disick.
El 8 de juliol de 2012 va néixer Penelope Scotland Disick, pesant 7 lliures i 14 unces, i té una gran semblança amb el seu pare, Scott Disick. Penelope és la menor de dos germans, per darrere de Mason. El 15 de juny de 2013, Kourtney es va convertir en tieta per primera vegada quan va néixer North West, filla de Kim Kardashian i Kanye West.
El 8 de juny de 2014, es va donar a conèixer al seu programa de televisió Keeping Up with the Kardashians, que Kourtney està esperant el seu tercer fill, amb la seva parella Scott Disick.
El diumenge 14 de desembre del 2014 es va convertir per tercera vegada en mare de Reign Aston Disick. Curiosament aquest és el mateix dia en què va néixer el seu primer fill Mason.
El 2015, després de 9 anys de relació, Kourtney Kardashian trenca amb Disick.